# Любов на ръба
Любов на ръба (оригинално заглавие:The Edge of Love) е филм режисиран от Джон Мейбъри. Историята е базирана на истински събития и хора, по книгата на Дейвид Н. Томас.

## Сюжет
Внимание:  Текстът по-долу разкрива сюжета на произведението (или части от него)!
Действието се развива по време на Втората Световна война в Лондон, където Вера Филипс (Keira Knightley) среща отново своята първа любов, поета Дилън Томас (Matthew Rhys). Чувствата им един към друг се възраждат, макар че той е женен и има дете от буйната Кейтлин Мактамара (Sienna Miller). Двете жени стават най-добри приятелки.

По това време Уилиам Килик (Cillian Murphy) британски войник, е поразен от красотата на Вера. Те се влюбват и се женят, но скоро след това Уилиам е изпратен на война. Докато го няма, Вера му ражда дете и заедно със сем. Томас се местят в Уелс. Един ден обаче, Дилън вкарва Вера в афера.

Преживял ужаса на войната, Уилиам се завръща у дома, но Вера забелязва неговата емоционална дистанция и нестабилност. С неговото бепокойство расте и подозрението за изневяра на съпругата му. Една вечер той се напива и заплашва с оръжие Дилън и неговите арогантни приятели. На сутринта е арестуван от британската полиция и отведен на съд.

По време на делото, Дилън свидетелства срещу Уилиам, макар и молбата на Вера да оттегли обвиненията, защото обича съпруга си и не би могла да живее без него. Дилън не я послущва, но въпреки това Уилиан бива обявен за невинен и се завръща у дома. Семейство Томас си тръгват, но Вера и Кейтлин остават приятелки.